# Aigua anòxica
Les aigües anòxiques són zones d'aigua marina, aigua dolça o aigua subterrània en les quals s'ha esgotat l'oxigen dissolt i tenen condicions de forta apòxia. Als Estats Units, l'US Geological Survey defineix aigües anòxiques (anoxic waters) com aquelles en les quals la concentració d'oxigen dissolt és menor de 5 mil·ligrams per litre. Aquesta condició es troba generalment en zones que s'ha restringit l'intercanvi d'aigua.
A la majoria dels casos existeix una barrera física que evita que l'oxigen arribi als nivells més profunds com també per una pronunciada densitat d'estratificació, en la qual, per exemple, les aigües hipersalines més pesants resten al fons d'una conca. Les condicions anòxiques poden ocórrer si la taxa d'oxidació de la matèria orgànica per bacteris és més gran que el subministrament d'oxigen dissolt.
Les aigües anòxiques són un fenomen natural, i han ocorregut al llarg de la història geològica. De fet, alguns proposen que l'esdeveniment d'extinció en els oceans durant el Permià-Triàsic va ser el resultat de l'extensió de les condicions anòxiques. Actualment hi ha condicions anòxiques a la mar Bàltica i altres llocs del món. Sembla que recentment l'eutrofització ha estès les aigües anòxiques i al Hood Canal de l'Estat de Washington.
A la Mar Bàltica, la baixa taxa de descomposició sota les condicions anòxiques ha conservat fòssils mantenint les impressions de les parts toves del cos (Lagerstätte)

## Causes humanes de les condicions anòxiques
L'eutrofització pels nutrients en l'agricultura o aigües residuals ha provocat un incontrolat creixement de les algues que quan moren es dipositen al fons i esgoten l'oxigen provocant aigües anòxiques.

## Cicles diaris i estacionals
La temperatura d'una massa d'aigua afecta directament la quantitat d'oxigen dissolt que pot contenir. Seguint la Llei de Henry, com més s'escalfi l'aigua, l'oxigen hi serà menys soluble. Aquesta propietat porta a cicles diaris d'anòxia i a cicles estacionals. Per tant, les aigües seran més propenses a l'anòxia durant l'estiu.
Els cicles diaris també estan influenciats per la taxa de fotosíntesi.

## Adaptacions biològiques
Alguns organismes són capaços de bombar oxigen dels nivells superiors cap als sediments, altres disposen d'hemoglobines específiques, moviments més lents i, per tant, reducció de la taxa del metabolisme i relacions de simbiosi amb bacteris anaeròbics. En tots els casos els nivells de H₂S tòxics donen com a resultat baixos nivells d'activitat biològica i baix nivell de biodiversitat.

## Conques anòxiques
- Bannock, una conca del Mediterrani Oriental;
- Mar Negra, per sota dels 50 metres ;
- Mar Càspia per sota desl +100 metres ;
- Cariaco, de Veneçuela;
- Conca Gotland, al Bàltic de Suècia;
- L'Atalante, del mediterrani Oriental
- Fiord Mariager, de Dinamarca;
- Conca Orca, del Golf de Mèxic;
- Saanich Inlet, de Vancouver, Canadà;